# Втрати 237-го десантно-штурмового полку
У статті наведено подробиці втрат 237-го десантно-штурмового полку Збройних сил РФ у різних військових конфліктах. 

## Російсько-українська війна
| п/п | Прізвище, ім'я, по-батькові                                              | Звання                                                                 | Дата народження | Дата смерті | Місце смерті      |
| --- | ------------------------------------------------------------------------ | ---------------------------------------------------------------------- | --------------- | ----------- | ----------------- |
| 1.  | Шамсудинов Ібрагім Магомедович (рос. Шамсудинов Ибрагим Магомедович)     | старший сержант                                                        | 05.10.1975      | 27.02.2022  | Буча              |
| 2.  | Убушаєв Олександр Євгенович (рос. Убушаев Александр Евгеньевич)          | прапорщик                                                              | 08.08.2000      | 28.02.2022  |                   |
| 3.  | Золотавін Михайло Миколайович (рос. Золотавин Михаил Николаевич)         | старший лейтенант, заступник командира роти з воєнно-політичної роботи | 07.11.1994      | 28.02.2022  | Здвижівка         |
| 4.  | Лебедєв Єгор Олександрович (рос. Лебедев Егор Александрович)             | сержант                                                                | 15.09.1993      | 02.03.2022  |                   |
| 5.  | Тихомиров Гліб Олександрович (рос. Тихомиров Глеб Александрович)         | рядовий                                                                | 17.06.2003      | 24.05.2022  |                   |
| 6.  | Булатов Віктор Васильович (рос. Булатов Виктор Васильевич)               | старший лейтенант                                                      | 23.10.1995      | 29.05.2022  |                   |
| 7.  | Мельник Максим Віталійович (рос. Мельник Максим Витальевич)              | лейтенант, командир взводу                                             | 27.05.1997      | 30.05.2022  | Луганська область |
| 8.  | Захаров Андрій Миколайович (рос. Захаров Андрей Николаевич)              | єфрейтор                                                               |                 | 15.06.2022  |                   |
| 9.  | Головньов Андрій Андрійович (рос. Головнёв Алексей Андреевич)            | молодший сержант                                                       | 15.07.1996      | 06.07.2022  |                   |
| 10. | Коротаєв Дмитро Сергійович (рос. Коротаев Дмитрий Сергеевич)             | молодший сержант                                                       | 06.06.1993      | 16.08.2022  |                   |
| 11. | Худік Георгій Дмитрович (рос. Худик Георгий Дмитриевич)                  | підполковник, командир батальону                                       |                 | 06.09.2022  |                   |
| 12. | Юртаєв В'ячеслав Вікторович (рос. Юртаев Вячеслав Викторович)            | старший лейтенант, заступник командира роти                            | 31.07.1996      | 06.09.2022  | Білогірка         |
| 13. | Сєргазін Азамат Жумабайович (рос. Сергеазин Азамат Жумабаевич)           | старший прапорщик                                                      | 24.03.1978      | 23.10.2022  |                   |
| 14. | Степаненко Валерій Олександрович (рос. Степаненко Валерий Александрович) | сержант                                                                | 08.05.1993      | 24.11.2022  | Щастя             |
| 15. | Краснопольський Андрій Микитович (рос. Краснопольский Андрей Никитович)  | старший прапорщик                                                      | 09.05.1996      | 08.12.2022  |                   |
| 16. | Матонін Петро Євгенович (рос. Матонин Петр Евгеньевич)                   | молодший сержант                                                       | 25.09.1987      | 28.12.2022  |                   |
| 17. | Сморигін Віктор Михайлович (рос. Сморыгин Виктор Михайлович)             |                                                                        | 11.08.1993      | 30.12.2022  |                   |
| 18. | Царьов Віктор Володимирович (рос. Царёв Виктор Владимирович)             |                                                                        | 30.12.1987      | 30.12.2022  |                   |
| 19. | Бабанов Степан Вікторович (рос. Бабанов Степан Викторович)               | рядовий                                                                | 16.10.1993      | 06.01.2023  | Красноріченське   |
| 20. | Калачов Олексій Дмитрович (рос. Калачев Алексей Дмитриевич)              | лейтенант, заступник командира роти з воєнно-політичної роботи         | 15.08.1999      | 09.01.2023  |                   |
| 21. | Іванов Кирило Романович (рос. Иванов Кирилл Романович)                   | єфрейтор                                                               | 18.09.1997      | 09.01.2023  |                   |
| 22. | Сєров Микола Анатолійович (рос. Серов Николай Анатольевич)               |                                                                        | 04.05.1987      | 09.01.2023  | Сватове           |
| 23. | Речкин Іван Олександрович (рос. Речкин Иван Александрович)               | рядовий                                                                | 14.03.1989      | 09.01.2023  |                   |
| 24. | Сафін Алмаз Мінігалієвич (рос. Сафин Алмаз Минигалиевич)                 | старшина                                                               | 04.10.1985      | 14.01.2023  | Кремінна          |
| 25. | Зімін Костянтин Сергійович (рос. Зимин Константин Сергеевич)             | молодший сержант                                                       | 17.02.1997      | 15.01.2023  | Кремінна          |
| 26. | Шмулевич Андрій Анатолійович (рос. Шмулевич Андрей Анатольевич)          |                                                                        | 15.04.2001      | 15.01.2023  |                   |
| 27. | Свєтцов Дмитро Сергійович (рос. Светцов Дмитрий Андреевич)               | рядовий                                                                | 11.08.1997      | 13.02.2023  | Кремінна          |
| 28. | Бічаєв Олександр Олегович (рос. Бичаев Александр Олегович)               | старший лейтенант, командир розвідвзводу                               | 08.12.1988      | 15.02.2023  |                   |
| 29. | Нестеренко Микита Миколайович (рос. Нестеренко Никита Николаевич)        | єфрейтор                                                               | 08.02.2000      | 28.02.2023  |                   |
| 30. | Слугін Григорій Олександрович (рос. Слугин Григорий Александрович)       | капітан, начальник штабу батальйону                                    | 18.06.1995      | 26.09.2023  |                   |